# Clu Clu Land
Clu Clu Land (яп. クルクルランド) — видеоигра жанра логическая аркада, разработанная и выпущенная компанией Nintendo в Японии в 1984 году для приставки NES. Североамериканский релиз появился в 1985 году, а европейский — в 1987. Впоследствии игра переиздавалась для аркадных автоматов в 1985 году под названием Vs. Clu Clu Land, Famicom Disk System под названием Clu Clu Land Disk Version (яп. クルクルランド・ディスク版) в 1992 году, e-Reader под названием Clu Clu Land-e в 2003 году, Game Boy Advance под названием Famicom Mini: Clu Clu Land в 2004 году и для Wii Virtual Console в 2008 году.

## Игровой процесс
Жанр Clu Clu Land можно определить как смесь логической головоломки с аркадой, в стиле игр Pac-Man, Nuts & Milk или Binary Land. Как и в этих играх, всё действие Clu Clu Land происходит на одном экране, без скроллинга по уровню. Каждый из уровней игры представляет собой прямоугольное, почти квадратное поле с пропорциями 7x8, равномерно покрытое столбиками (см. фото), которые при игровом виде сверху выглядят как обычные точки. Между двумя столбиками может располагаться золотой слиток или препятствие, но в начале каждого уровня они скрыты и чтобы обнаружить слиток, необходимо «проплыть» главным героем между точками, где он спрятан. Цель каждого из 20 уровней — открыть все спрятанные на нём слитки. С каждым новым уровнем игра усложняется — увеличивается скорость главного героя, количество противников и препятствий.
Количество точек и спрятанных слитков в каждом этапе может быть разное, за счёт вогнутых «стен» уровня. Стены ограничивают передвижения Баблз, однако на некоторых уровнях, на манер Pac-Man, есть открытые участки стен, своеобразные двери, расположенные на экране симметрично. Войдя в такую дверь слева поля рыбка появляется с правой стороны, и наоборот.

Кадр из игры

Главный герой может двигаться по полю горизонтально или вертикально. Чтобы поменять направление движения, необходимо, проплывая мимо нужного столбика, зацепиться за него, нажав в нужный момент определённое направление на D-pad. Рыбка хватается за столбик и начинает крутиться вокруг него, а когда D-pad отпускается, Баблз продолжает своё движение в выбранном игроком направлении.
Кроме слитков между столбиками может оказаться скрытое препятствие, при столкновении с которым героя отбрасывает в обратном направление, как будто препятствие отталкивает его. Кроме того, на каждом уровне расположены видимые с самого начала два водоворота, при попадании в которые теряется игровая жизнь. Время от времени на игровом поле могут так же появляться в произвольных местах бонусные предметы — фрукты, флажок и т. п. Некоторые из них добавляют игровые очки, начисляемые за собранные слитки и поверженных противников, другие добавляют игровую жизнь или на время «замораживают» врагов.
Врагов — морских ежей — на каждом уровне может быть до четырёх. Ежи хаотично движутся по полю, ускоряясь, оказываясь на одной линии с Баблз. Для противостояния им главный герой может излучать некие волны, парализующие врагов. Чтобы уничтожить врага, надо парализовать его и протолкать по полю до стенки. Однако, как и в Пакмане, враг лишь временно исчезает с поля. На прохождение каждого уровня отведено некоторое количество времени, по истечении которого уровень считается проигранным. Чем быстрее пройден уровень, тем больше очков будет зачислено игроку.
Проходить игру можно как одному, так и вдвоём, в последнем случае на экране одновременно две рыбки собирают слитки и отбиваются от врагов.

## Сюжет
Действие игры разворачивается в вымышленной подводной стране Клу Клу, именем которой и названа игра. Злой Морской Ёж (англ. Evil Sea Urchins) похитил все золотые слитки страны и спрятал их в запутанных лабиринтах, оставив охранниками своих приспешников. На поиски похищенных сокровищ отправляется Баблз (англ. Bubbles) — рыба-ёж — один из жителей страны Клу Клу.

## Критика
В большей части отзывов игра получила оценки средние или чуть выше среднего. Основными минусами в рецензиях назывались простота игрового процесса и невысокое разнообразие.
- В мартовском выпуске немецкого журнала Power Play[нем.] за 1988 год Clu Clu Land получила оценку 6,5/10, в том числе 6/10 за графику и столько же за музыку и звук. По мнению рецензента, Clu Clu Land сравнима с такими играми как Balloon Fight и Mario Bros., отличается однообразным и простым, но оригинальным геймплеем и особенно интересна при многопользовательской игре[8].
- Более ранняя рецензия на игру появилась в 1987 году во франкоязычном журнале Génération 4[фр.], где Clu Clu Land получила отдельные оценки за графику — 68 %, качество музыки и звука — 77 % и игровой процесс — 78 %. Игра отмечалась в отзыве как простая, но оригинальная смесь аркады с головоломкой с приятным музыкальным сопровождением[9].
- На англоязычном новостном и информационном веб-сайте, освещающем тематику компьютерных игр — IGN, версия подводных приключений от Nintendo для Virtual Console Wii были оценены в 5/10 баллов, в том числе 5,5/10 за графическое оформление, по 5/10 за качество музыки/звука и за геймплей, 6/10 за фактор повторного прохождения (англ. Lasting Appeal). В отзыве Лукаса М. Томаса от 4 сентября 2008 года игра была названа одним из клонов Pac-Man. Автор заметил, что в коллекции Virtual Console находится большое количество более увлекательных игр, на которые можно потратить 500 Wii Points (стоимость игры)[10]. Такую же оценку 5/10 на сайте IGN получила версия игры для e-Reader, названная автором отзыва недостаточно известной в своё время, чтобы сейчас считаться классической, однако вполне достойной того, чтобы потратить на неё 5 долларов (стоимость игры в пересчёте с Wii Points)[11].
- Другой англоязычный веб-сайт — Allgame, поставил Clu Clu Land 2,5 звёздочки из максимальных 5. Игра была названа в рецензии простой комбинацией головоломки с action, с достаточно качественной графикой и звуком, по сравнению с другими ранними играми NES[12].

## Версии игры
Несмотря на отмеченную в большинстве отзывов простоту игрового процесса, Clu Clu Land была несколько раз переиздана для различных игровых систем. Первое переиздание игры появилось в 1985 году на игровых автоматах Nintendo. Игра была выпущена под названием Vs. Clu Clu Land в серии Nintendo Vs. System — игровых автоматах на двоих игроков с ранними играми Nintendo для приставки NES, среди которых были такие игры как Balloon Fight, Battle City, Golf, Super Mario Bros., Top Gun и Ninja JaJaMaru-kun.
28 апреля 1992 года Nintendo выпустила Clu Clu Land для Famicom Disk System — периферийного устройства для NES, позволяющего запускать на игровой консоли игры, записанные на двухсторонние дискеты специального формата. Игра вышла под слегка изменённом названием Clu Clu Land Disk Version (яп. クルクルランド・ディスク版) и была практически точной копией оригинала, единственным отличием являлась возможность выбора сложности игры перед её началом.
Следующими перевыпусками игры стали релизы для e-Reader в 2003 году и Game Boy Advance в 2004 году. Последний из них вышел в серии «Famicom Mini» под номером 12 (полное название игры было Famicom Mini: Vol.12: Clu Clu Land). В этой серии на Game Boy Advance был выпущен ряд классических видеоигр Nintendo на NES, в том числе — Mappy, Balloon Fight, TwinBee, Star Soldier, Wrecking Crew и другие.
Последним на 2012 год переизданием Clu Clu Land стал выпуск игры для Wii Virtual Console — канала с эмуляторами других игровых платформ, позволяющего загружать купленные в магазине Wii игры. Игра появилась на канале 1 сентября 2008 года по стоимости 500 пунктов Wii.
Кроме того, Clu Clu Land в качестве скрытой мини-игры присутствует в видеоигре Animal Crossing для приставки GameCube и в играх серии WarioWare — WarioWare: Smooth Moves и WarioWare: Twisted!.

## Создатели
Продюсером Clu Clu Land является Сигэру Миямото — известный японский геймдизайнер, ставший первым человеком в Зале Славы Академии Интерактивных Искусств и Наук, создавший такие серии видеоигр как Mario, Donkey Kong, The Legend of Zelda, Star Fox, Nintendogs, Wave Race и Pikmin для игровых консолей Nintendo. С 1980 года Сигэру принял участие в создании более чем 150 различных игр Nintendo.
Музыкальное сопровождение к игре написано японским композитором видеоигр Акико Накатсука (англ. Akito Nakatsuka). В послужном списке Акико более 20 видеоигр, в том числе — Zelda II: The Adventure of Link, Mike Tyson’s Punch-Out!!, Pilotwings 64, Kirby Tilt 'n' Tumble, Super Mario Strikers, Brain Age: Train Your Brain in Minutes a Day!, Super Smash Bros.: Brawl, Excitebike, Devil World, Wario Land: Shake It!. В период с 1987 по 2012 год Scitron Label выпустил более 45 альбомов с музыкой из видеоигр с работами Накатсуки.

## Саундтрек
7 января 2004 года Scitron Digital Contents Inc. выпустил альбом «Famicom 20th Anniversary Original Sound Tracks Vol.1» (яп. ファミコン　20TH　アニバーサリー　オリジナル・サウンド・トラックス　VOL.1), содержащий оригинальную музыку из ряда игр NES, кроме Clu Clu Land — Mario Bros., Super Mario Bros., Donkey Kong, Donkey Kong Jr., Donkey Kong 3, Devil World, Balloon Fight, Ice Climber, Wrecking Crew, The Legend of Zelda, Nazo no Murasame-Jou, Metroid и Kid Icarus. Альбом состоит из 99 композиций (из Clu Clu Land — 29-38) и продавался по цене 2310 японских иен. 21 композиция из 99 написаны Акико Накатсука (кроме музыки из Clu Clu Land — треки из игр Devil World и Ice Climber), композиторы других композиций — Юкио Канеока (англ. Yukio Kaneoka), Кодзи Кондо и Танака Хирокадзу. Альбом стал первым в трилогии записей музыки из классических игр Famicom Disk System и Famicom.
Список композиций. Композиции из игры Clu Clu Land выделены цветом.
| №                   | Название                                                                            | Длительность |
| ------------------- | ----------------------------------------------------------------------------------- | ------------ |
| 1.                  | «Title BGM»                                                                         | 0:14         |
| 2.                  | «Game Start A~Miss~Clear~Game Start B~Restart~Extend»                               | 0:20         |
| 3.                  | «Bonus Stage~Perfect~Game Over»                                                     | 0:19         |
| 4.                  | «Overworld BGM~Warning~Overworld BGM (Hurry Up!)»                                   | 5:06         |
| 5.                  | «Course Clear Fanfare~Moving Stage BGM»                                             | 0:12         |
| 6.                  | «Underground BGM~Warning~Underground BGM (Hurry Up!)»                               | 0:53         |
| 7.                  | «Bonus Screen/Invincible BGM~Warning~Bonus Screen/Invincible BGM (Hurry Up!)»       | 0:32         |
| 8.                  | «Swimming BGM~Warning~Swimming BGM (Hurry Up!)»                                     | 1:43         |
| 9.                  | «Koopa's Stage BGM~Warning~Koopa's Stage BGM (Hurry Up!)~Koopa Is Defeated Fanfare» | 0:44         |
| 10.                 | «Ending BGM»                                                                        | 0:21         |
| 11.                 | «Miss~Game Over»                                                                    | 0:14         |
| 12.                 | «Title BGM»                                                                         | 0:16         |
| 13.                 | «Game Start~Radar BGM»                                                              | 0:10         |
| 14.                 | «25M (Stage 1) BGM~Hammer BGM~Hurry Up!~Miss~25M (Stage 1)/75M (Stage 2) Clear»     | 0:32         |
| 15.                 | «75M (Stage 2) BGM»                                                                 | 0:20         |
| 16.                 | «100M (Stage 3) BGM~100M (Stage 3) Clear»                                           | 0:17         |
| 17.                 | «Title BGM»                                                                         | 0:14         |
| 18.                 | «Game Start~Stage 1 BGM~Hurry Up~Miss~Stage 1 Clear»                                | 0:38         |
| 19.                 | «Stage 2 BGM~Stage 2 Clear»                                                         | 0:18         |
| 20.                 | «Stage 3 BGM~Stage 3 Clear»                                                         | 0:25         |
| 21.                 | «Stage 4 BGM~Stage 4 Clear (All Clear!)»                                            | 0:30         |
| 22.                 | «Title BGM»                                                                         | 0:07         |
| 23.                 | «BGM A~Plant's In Danger BGM~Clear BGM A»                                           | 0:46         |
| 24.                 | «BGM B~Super Spray~Clear BGM B»                                                     | 0:31         |
| 25.                 | «Danger!~Miss»                                                                      | 0:24         |
| 26.                 | «Title BGM»                                                                         | 0:10         |
| 27.                 | «Game Start~Bonus Target Appears~Stage Clear A»                                     | 0:19         |
| 28.                 | «Bonus Stage~Stage Clear B~Game Over»                                               | 0:25         |
| 29.                 | «Title BGM (Cassette Version)»                                                      | 0:07         |
| 30.                 | «Game Start»                                                                        | 0:07         |
| 31.                 | «BGM (Cassette Version)»                                                            | 0:20         |
| 32.                 | «Bonus Stage (Cassette Version)»                                                    | 0:18         |
| 33.                 | «BGM A (Disc Version)»                                                              | 0:20         |
| 34.                 | «BGM B (Disc Version)»                                                              | 0:20         |
| 35.                 | «Bonus Stage (Disc Version)»                                                        | 0:26         |
| 36.                 | «Result (Disc Version)»                                                             | 0:06         |
| 37.                 | «Hurry Up!»                                                                         | 0:16         |
| 38.                 | «Game Over~Result/Clear»                                                            | 0:09         |
| 39.                 | «Game Start»                                                                        | 0:09         |
| 40.                 | «Dropping Enemy Sound~Eaten Sound~Restart~Clear~Perfect»                            | 0:28         |
| 41.                 | «Balloon Trip»                                                                      | 1:50         |
| 42.                 | «Game Over»                                                                         | 0:10         |
| 43.                 | «Game Start~BGM»                                                                    | 0:27         |
| 44.                 | «Bonus Stage»                                                                       | 0:22         |
| 45.                 | «Stage Clear»                                                                       | 0:07         |
| 46.                 | «Stage Select»                                                                      | 0:17         |
| 47.                 | «Game Start~BGM»                                                                    | 0:38         |
| 48.                 | «Bonus Stage»                                                                       | 0:32         |
| 49.                 | «Stage Clear~Stage Fail~Result»                                                     | 0:13         |
| 50.                 | «Game Start»                                                                        | 0:05         |
| 51.                 | «BGM A~Stage Clear»                                                                 | 1:00         |
| 52.                 | «Bonus Stage»                                                                       | 0:38         |
| 53.                 | «BGM B (Power Up)»                                                                  | 0:44         |
| 54.                 | «Game Over»                                                                         | 0:05         |
| 55.                 | «Disk System Theme»                                                                 | 0:08         |
| 56.                 | «Title BGM»                                                                         | 3:00         |
| 57.                 | «Overworld BGM»                                                                     | 1:18         |
| 58.                 | «Underworld BGM»                                                                    | 0:50         |
| 59.                 | «Death Mountain BGM»                                                                | 0:35         |
| 60.                 | «Game Over»                                                                         | 0:32         |
| 61.                 | «Whistle»                                                                           | 0:04         |
| 62.                 | «Catch Treasure Fanfare»                                                            | 0:04         |
| 63.                 | «Catch Triforce Fanfare»                                                            | 0:09         |
| 64.                 | «Finally, Ganon Appears And Is Defeated Fanfare»                                    | 0:05         |
| 65.                 | «Zelda Is Rescued Fanfare»                                                          | 0:08         |
| 66.                 | «Ending Theme»                                                                      | 2:00         |
| 67.                 | «Game Start~Joukamachi BGM»                                                         | 1:39         |
| 68.                 | «Invincible/Bonus Game»                                                             | 0:35         |
| 69.                 | «In the Castle BGM»                                                                 | 1:00         |
| 70.                 | «Clear»                                                                             | 0:06         |
| 71.                 | «Murasame Castle BGM»                                                               | 1:23         |
| 72.                 | «Before Last Boss BGM»                                                              | 0:43         |
| 73.                 | «Smash The Unidentified Living Object BGM»                                          | 0:05         |
| 74.                 | «Ending»                                                                            | 0:22         |
| 75.                 | «Game Over»                                                                         | 0:08         |
| 76.                 | «Title BGM»                                                                         | 1:48         |
| 77.                 | «Samus Appearance Jingle»                                                           | 0:06         |
| 78.                 | «Brinstar (Rock Stage)»                                                             | 1:47         |
| 79.                 | «Miniboss Room (I) ~ Kraid»                                                         | 1:44         |
| 80.                 | «Norfair (Flame Stage)»                                                             | 1:25         |
| 81.                 | «Miniboss Room (II) ~ Ridley»                                                       | 1:06         |
| 82.                 | «Silence»                                                                           | 0:58         |
| 83.                 | «Item Collection Jingle»                                                            | 0:05         |
| 84.                 | «Tourian (Base Stage)»                                                              | 0:43         |
| 85.                 | «Zebetite»                                                                          | 0:36         |
| 86.                 | «Escape»                                                                            | 1:16         |
| 87.                 | «Ending»                                                                            | 2:18         |
| 88.                 | «Title BGM»                                                                         | 1:17         |
| 89.                 | «Stage 1»                                                                           | 1:36         |
| 90.                 | «Stage 2»                                                                           | 2:18         |
| 91.                 | «Stage 3»                                                                           | 1:00         |
| 92.                 | «Labyrinth»                                                                         | 1:45         |
| 93.                 | «Boss»                                                                              | 0:49         |
| 94.                 | «Stage Clear»                                                                       | 0:06         |
| 95.                 | «Stage 4»                                                                           | 1:41         |
| 96.                 | «Last Boss»                                                                         | 0:50         |
| 97.                 | «Reaper's Theme»                                                                    | 0:26         |
| 98.                 | «Game Over»                                                                         | 0:06         |
| 99.                 | «Ending»                                                                            | 1:07         |
| Общая длительность: | Общая длительность:                                                                 | 69:01        |

## Прочие факты
Выпущенная в ноябре 1984 года Clu Clu Land, всего через полтора года после появления NES, стала одной из первых игр от Nintendo для этой консоли. В один год с ней компания выпустила ещё 13 видеоигр для этой консоли. На момент выпуска Nintendo Entertainment System в США Clu Clu Land была одной из 18 доступных игр к приставке — 10-Yard Fight, Baseball, Clu Clu Land, Donkey Kong Jr. Math, Duck Hunt, Excitebike, Golf, Gyromite, Hogan’s Alley, Ice Climber, Kung Fu, Mach Rider, Pinball, Stack-Up, Super Mario Bros., Tennis, Wild Gunman и Wrecking Crew.